# Commune (Moyen Âge)
Pour les articles homonymes, voir Commune (homonymie).
 (mai 2010).

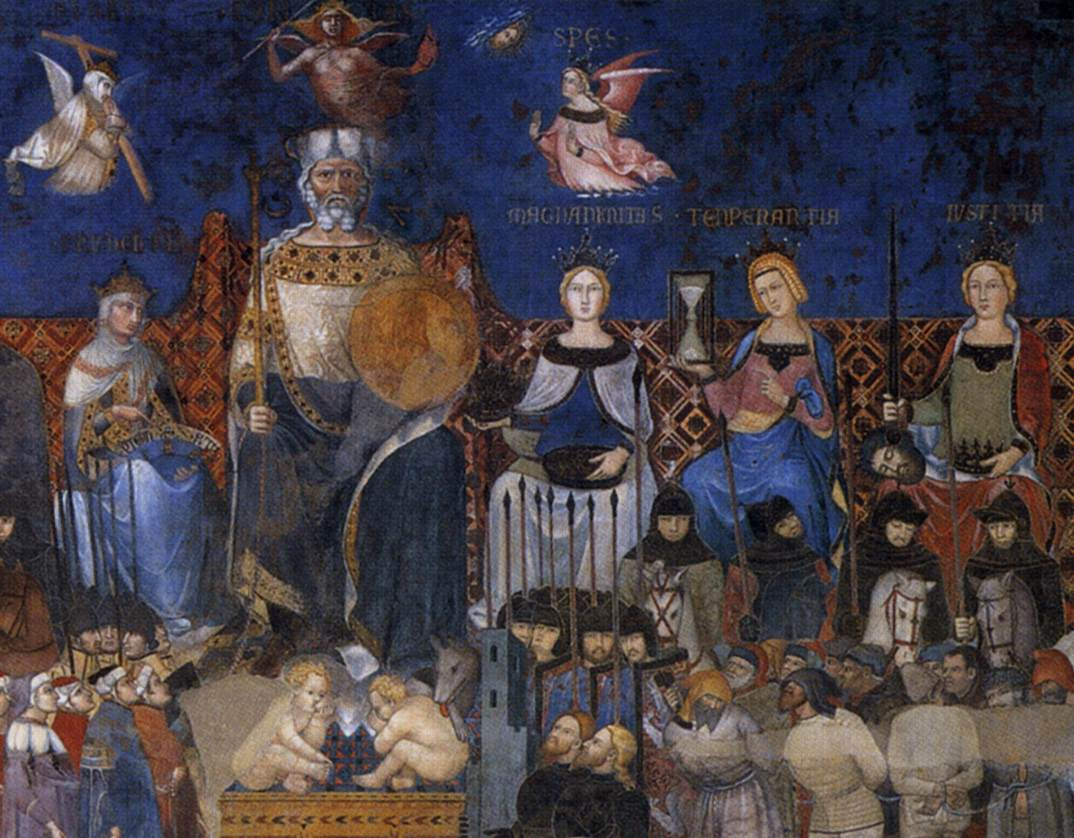
Ce tableau montre bien l'organisation politique de la Commune et de l'art contemporain de l'époque.

Au Moyen Âge, le terme de commune désigne :
- L’organisation politique des villes du nord de l'Italie qui, quoique faisant théoriquement partie du Saint-Empire romain germanique, étaient de facto indépendantes et contrôlaient la campagne environnante. Par la suite, certaines disparurent, annexées par leurs voisines. D'autres s'étendirent et devinrent des États, républicains comme Gênes ou monarchiques comme le duché de Milan, ou bien comme le duché de Florence, devenu plus tard grand-duché de Toscane.
- Le système de franchises (droits, privilèges) politiques, juridiques et civiles accordées par un seigneur à une ville, dont les habitants ont notamment le droit de se jurer entraide ou fidélité « commune », et qui deviennent vassales du seigneur. Ce système, confirmé par une charte, se développe en France et en Angleterre à partir du XIIe siècle. On trouve l'appellation de « commune » en France à partir du XIe siècle.

Jusqu'au XIe siècle, les habitants de la ville, comme les paysans, étaient soumis à l'autorité du seigneur, mais la renaissance économique suscita, dans l'esprit des citadins, la volonté de défendre leurs propres intérêts avec de nouvelles normes plus égalitaires et plus modernes, libres de tribut féodal. Pour défendre leurs droits (gestion des terres autour de l'habitat, celles du patrimoine épiscopal, défense de la muraille, construction de nouveaux immeubles, contrôle des marchandises), les citadins stipulèrent un pacte « commun », s'associant entre eux et se libérant du joug du seigneur. Ainsi naquirent les communes dont le premier objectif — se donner des règles autonomes en exerçant directement les fonctions du gouvernement — fut atteint à des degrés divers selon la force du pouvoir central et des féodaux. Le pouvoir politique (princes territoriaux, rois) utilise ces structures pour se renforcer, tout en limitant et contrôlant leur extension. L'établissement en France de la commune du Mans, en 1066, est le premier indice de cette révolution, sur laquelle s’appuie le pouvoir royal, et qui sert à le dégager des entraves de la féodalité en affaiblissant les grands vassaux. Louis le Gros, voulant se ménager d'aussi utiles auxiliaires, après avoir limité leur extension (jusque dans les années 1150) favorisa l'établissement des communes.
Ce mouvement des communes est un processus important dans la lente disparition du féodalisme qui mènera à l'émergence des États modernes : il affaiblit les grands féodaux face à la royauté puisqu'ils ne disposent plus des richesses des villes.

## Renaissance de l'économie urbaine
Après l'an mille, l'économie urbaine s'améliorant, les villes se repeuplent, les commerces reprennent et, finalement, la bourgeoisie, dont la richesse s'appuie sur le commerce et l'industrie, se constitue. Paysans, artisans et petits seigneurs affluent de la campagne dans les villes. Les habitants des villes s'organisent en associations de peuple (arti en italien) et en associations de nobles (consorterie en italien), et font serment pour gouverner en commun, échappant ainsi à la domination féodale. Au début du XIIe siècle, bien que l'économie agricole reste fondamentale, la production artisanale toujours plus abondante de textile et d'objets de cuir et de fer génère un volume croissant d'échanges commerciaux favorisé par l'usage de la monnaie.
Les villes romaines ont maintenu, pendant tout le haut Moyen Âge, leurs fonctions de sièges épiscopaux et de lieux d'échange des produits agricoles. Les villes nouvelles qui émergent après l'an mille reçoivent une impulsion de la part des seigneurs qui aperçoivent la possibilité de revenu supplémentaire à travers les taxes d'imposition sur les commerces.

## Apparition de la commune
Les habitants des vieux et nouveaux centres appartiennent à des classes sociales assez différenciées : le clergé toujours important, ceux qui exercent les professions libérales (juristes, médecins, enseignants), les commerçants, les artisans.
Jusqu'au XIe siècle, les habitants de la ville, comme les paysans, étaient soumis à l'autorité du seigneur, mais la renaissance économique suscita, dans l'esprit des citadins, la volonté de défendre leurs propres intérêts avec de nouvelles normes plus égalitaires et plus modernes, libres de tribut féodal. Pour défendre leurs droits (gestion des terres autour de l'habitat, celles du patrimoine épiscopal, défense de la muraille, construction de nouveaux immeubles, contrôle des marchandises), les citadins stipulèrent un pacte « commun », s'associant entre eux et se libérant du joug du seigneur.
Ainsi naquirent les communes dont le premier objectif — se donner des règles autonomes en exerçant directement les fonctions du gouvernement — fut atteint à des degrés divers selon les pays : là où le pouvoir central était fort (Angleterre, France, royaume normand dans le Sud de l'Italie), les communes se virent concéder des droits limités (élire ses propres magistrats, décider de règlements internes à la cité, déterminer la charge fiscale). Au contraire, là où, comme dans l'Italie du Nord et en Germanie, l'État était quasi absent, les communes acquirent une autonomie bien plus élargie : elles pouvaient avoir une armée, élire un gouvernement local, battre monnaie, exercer de manière indépendante les politiques intérieure et extérieure.
L'empereur fut initialement bien disposé à concéder une ample autonomie en échange de soutien de la part des communes dans la querelle des Investitures contre le pape.

### Dans le royaume de France (domaines français et Plantagenêt)
Dans la France de l'époque, les communes sont une des très nombreuses formes d’association personnelle qui existent au Moyen Âge (familles, et plus larges, voisins, guildes, confréries, corporations, jurandes, etc.). Ces associations formalisées sur le plan juridique permettent une solidarité religieuse entre leurs membres (prières communes, obsèques, etc.), une convivialité (réunion pour des banquets), ces dépenses entraînant la création d’une caisse commune, cette caisse pouvant servir à des œuvres charitables, la fonction politique de l’association intervenant parfois en dernier lieu.
Une des particularités est le serment solennel d’entraide, qui la renforce singulièrement d’un côté, mais la pratique du serment dans des groupements personnels est interdite par l’archevêque de Bourges Vulfadus en 866/876. Ces associations sont fréquemment condamnées jusqu’au XIe siècle, à cause des ripailles et des beuveries, du serment qui peut entraîner un parjure ; surtout, elles menacent le pouvoir, de plus en plus faible, et sont interdites par les empereurs en 884. Le pouvoir politique (princes territoriaux, rois) utilise ces structures pour se renforcer, tout en limitant et contrôlant leur extension>. On note un lien entre les institutions de paix et les communes (par exemple à Bourges ou au Mans). Les communes insurrectionnelles sont rares : Cambrai (en 1077, qui relevait alors de l’Empire) et à Laon (en 1112), et qui échouent toutes deux.
L'établissement en France de la commune du Mans, en 1066, est le premier indice de cette révolution, sur laquelle s’appuie le pouvoir royal, et qui sert à le dégager des entraves de la féodalité en affaiblissant les grands vassaux. Louis le Gros, voulant se ménager d'aussi utiles auxiliaires, après avoir limité leur extension (jusque dans les années 1150) favorisa l'établissement des communes ; il leur permit d'avoir un maire, des échevins, un sceau.
À l'abri de la protection seigneuriale, plusieurs communes, celles de Laon, de Soissons, de Reims par exemple, acquirent la plus grande importance.
Les plus grandes innovations ont lieu dans le domaine Plantagenêt, avec les Établissements de Rouen, qui servent de modèle à de nombreuses chartes de commune, y compris lorsque le roi de France en accorde de nouvelles dans les territoires nouvellement conquis sur ses adversaires Plantagenêt. Là aussi, les communes servent de soutien à l’autorité centrale : Henri II s’appuie sur les villes pour contrer la révolte de ses fils en 1173. C’est avec les chartes inspirées des Établissements de Rouen, à partir du milieu des années 1170, que les souverains ont commencé à attribuer un rôle militaire aux villes dotées d’une charte de commune : elles doivent assurer leur propre défense ; puis le souverain peut demander un service d’ost aux communes (bien que les Capétiens se soient renforcés de troupes paroissiales depuis la fin du XIe siècle). Philippe Auguste fait préciser dans les chartes qu’il accorde ou confirme un contingent que lui doivent les communes quand il part en campagne.

## Commune et classes sociales

### En Italie
Dans la commune, se distinguent quelques classes sociales bien définies :
- les nobles, petits seigneurs qui se sont installés en ville et qui gouvernent la commune jusqu'au XIIIe siècle ;
- le clergé qui représente une population importante ;
- le popolo grasso, c'est-à-dire la haute bourgeoisie composée des industriels et des commerçants, qui s'organise en arti principaux, et, petit à petit, se substitue aux nobles dans le gouvernement ;
- le popolo minuto, petite et moyenne bourgeoisie des artisans et petits commerçants, qui s'organise en petits et moyens arti et réussit, en partie seulement, à participer au gouvernement ;
- la plèbe (peuple), exclue des arti et du gouvernement, et qui, de temps en temps, fait insurrection en vain (voir les ciompi de Florence).

Dans le premier temps du processus de développement de l'autonomie communale en Italie du Nord, la figure de l'évêque, traditionnellement liée à la ville, fut importante.
Il n'était pas rare en fait que quand le pouvoir central se désagrégeait, un évêque devînt le dépositaire, dans la cité, des prérogatives publiques que s'appropriait, par la suite, l'organisation communale. Sur un tel fond de réalité, se développèrent des différences entre institutions communales : parfois, ces prérogatives étaient issues du pouvoir de l'évêque qui, par le biais des liens de vassalité, transmettait ce pouvoir aux classes régnantes de la cité ; parfois, au contraire, elles étaient subtilisées à l'évêque par une action de force. Avec une telle diversité de situations locales, démarrent, à la fin du XIe siècle, les autonomies communales dans les villes italiennes du Centre-Nord.

## Développement de la structure communale

### Dans le royaume de France (domaines français et Plantagenêt)
Alors qu'en Italie, les habitants des communes investirent le podestat de nouveaux pouvoirs, le transformant en seigneur de la cité par vote populaire, ou y accède plus rarement par une conquête violente, en France, la seigneurie existait en général avant les institutions communales et le pouvoir resta défini par les chartes qui donnaient aux consuls (dans le Sud) ou aux échevins, bourgmestres… des droits précis. Les rois de France s'appuyèrent sur cette bourgeoisie des « bonnes villes » et confirmèrent en général les privilèges des communes ce qui limita le rôle des aristocrates dans les villes. Selon les cas, le pouvoir était partagé en fait entre des instances royales et des instances communales qui étaient nommées par des systèmes complexes de représentativités et de désignations. Certaines villes avaient le rare privilège de voir leurs édiles anoblis automatiquement.
La vie communale n'était pas la même selon les chartes, les régions… Il faut en particulier noter, par exemple en Bretagne, qu'il n'y avait pas toujours de division entre les structures de gestion de la paroisse (fabriques) et celles de la communauté.
Les chartes locales mettent en général les biens communautaires à disposition du peuple (droit de pâture, fagots, puis droit de chasse à partir de 1789) qui les défend vigoureusement à chaque tentative de dépossession. Ainsi les municipalités sont responsables de services et/ou d'espaces publics bien avant la mise en place des municipalités élues (1888) et assurent certains services : une police commerciale et agricole (décision des dates de moisson et vendanges, surveillance des poids, bascules publiques, mesures des débits de boisson, organisation du marché, des octrois, de l'abattage du bétail), la conservation du patrimoine commun (par exemple pour les incendies, la transmission des archives en particulier fiscales, l'organisation des travaux d'entretien des routes, mares, pompes et puits — premier service des eaux, des voiries — des places et arbres publics). 
Les privilèges des représentants de la communauté sont toutefois le plus souvent essentiellement honorifiques, et ne comportent de grande responsabilité qu'en période de crises, surtout après que Charles IX ait retiré la connaissance des affaires civiles à toutes les justices municipales. À partir du règne d'Henri IV, le mouvement de centralisation de la monarchie absolue, allié à la tentation de rendre vénales les charges municipales fit entrer en un certain déclin les privilèges des communes. Mais parallèlement, en particulier dans les paroisses rurales, les obligations administratives augmentèrent, ce qui entraîna la progressive amélioration de la gestion locale des élites villageoises ou urbaines confrontées aux exigences juridiques financières et administratives des intendants. La réalisation effective de ces travaux peut se faire directement en régie parfois par une « contribution en nature » (en travail). C'est souvent le cas pour les routes et travaux communaux aux écoles, places, puits ou aux mairies. Mais il existe des procédures d'attributions de marchés publics (pour la perception des impôts, ou des travaux publics, des coupes de bois, de l'exploitation des terrains ou des emplois publics sous l'Ancien Régime…) L'époque où seul le curé, le notaire et l'éventuel juge seigneurial avait des notions de gestion communale s'éloigne à partir du XVIIe/XVIIIe siècle. Même si le pouvoir dans les villes est souvent tenu davantage par les parlementaires que par les communes, à la veille de 1789 l'espace communal joue un rôle structurant dans la vie quotidienne et la formation gestionnaire des élites locales du tiers état.

### En Italie
Au début, tous les adhérents au « pacte commun » faisaient partie du Parlement qui élisait en son sein les boni homines délégués au gouvernement de la cité.
Par la suite, soit par complexité du système, soit par prééminence des magnati (citadins qui se distinguèrent par leur richesse et leur prestige), se forme une double institution, le Conseil majeur et le Conseil mineur, avec tâches différentes : le premier, composé de 300 à 400 membres, régule le trésor public, l'armée, la circulation des hommes et des biens, les taxes, les douanes, les péages, l'entretien des voies, le ravitaillement en vivres. Le second, constitué d'un nombre restreint de membres, décide des politiques intérieure et extérieure.
Les Conseils sont aidés par des magistrats, appelés consuls selon l'usage romain, en nombres variables d'une cité à une autre, qui restent en charge un an au maximum et reflètent la composition de la classe des magnati.

## Crise du modèle communal en Italie
Bien vite, commerçants et artisans associés en arti (chacune d'entre elles est régie par une charte précisant droits et devoirs des adhérents), à la suite de l'exceptionnelle augmentation de leur pouvoir économique, entrent en conflit avec nobles et magnati pour le gouvernement de la cité.
Se forment alors factions opposées, armées, dont les rixes troublent la vie de la commune.
En même temps, éclatent des luttes entre communes pour la suprématie commerciale et pour des raisons territoriales.
À partir du milieu du XIIIe siècle les communes entrèrent en crise à cause des forts déséquilibres sociaux, politiques et économiques qui causèrent des luttes entre diverses factions. Pour faire face à de tels conflits, le gouvernement consulaire se montra souvent incapable, et la nécessité de gérer de façon cohérente et efficace la politique extérieure fit que, de plus en plus souvent, les pleins pouvoirs furent confiés à quelques citoyens pour un temps limité, ou qu'un podestat ou un fonctionnaire étranger, choisi pour sa qualité d'impartialité, fut appelé à gouverner la commune.
Administrateur et juriste, habilité à mener l'armée, le podestat demeurait en charge une seule année, pour éviter le risque d'une dictature.